# Фарфоровая фабрика в Клостер-Файльсдорф
Фарфоровая фабрика в Клостер-Файльсдорф  (нем. Porzellanfabrik zu Kloster Veilsdorf) — одна из старейших фарфоровых мануфактур в Германии, в земле Тюрингия. Была основана в 1760 году в бывшем «Монастыре Файльсдорф» (Kloster Veilsdorf) к юго-востоку от одноимённого города и вблизи (ныне часть) города Хильдбургхаузен. В настоящее время на фабрике производят технический фарфор.

## История
Мануфактура была основана в 1760 году принцем Евгением фон Заксен-Хильдбургхаузеном (Eugen von Sachsen-Hildburghausen) на востоке деревни Файльсдорф на месте бенедиктинского монастыря, основанного в 1153 году и разрушенного в 1525 году. Производство было налажено с помощью технолога Иоганна Германа Майера. До 1763 года на фабрике выпускали изделия из фаянса и мягкого фарфора. Настоящий твёрдый фарфор стали изготавливать только после привлечения арканиста (мастера, владеющего «китайским секретом») Никласа Пауля (Niklas Paul). Это позволило в 1765 году получить привилегию «Великокняжеской фарфоровой фабрики Клостер-Файльсдорф» (Нochfürstliche Porzellain-Fabrique Closter Veilsdorf).
После смерти принца Евгения фон Заксен-Хильдбургхаузена в 1797 году фабрика была продана семье производителей фарфора Грейнер, которая владела ею до 1822 года. С 1863 года в производство был включен технический фарфор, который впоследствии полностью вытеснил художественный. В 1884 году компания была преобразована в акционерное общество.
Во время Второй мировой войны на фабрике работало более двухсот военнопленных, в основном из Советского Союза и Польши.
Во времена ГДР предприятие вошло в состав комбината «Keramische Werke Hermsdorf» и в основном производило электротехнический фарфор. В 1988 году в компании работало 1200 человек. В 1990 году производство было переименовано в «Porzellanwerk Kloster Veilsdorf GmbH в Tridelta AG Hermsdorf», в 1994 году в «Tridelta GmbH», подразделение технологической керамики «Veilsdorf». С 1992 по 1996 год компания принадлежала «Jenoptik GmbH», в 1996 году передана концерну «Rauschert GmbH Technical Ceramics and Plastic Moldings».

## Художественная продукция старой фабрики Файльсдорф
Художественный фарфор производился в Файльсдорфе с момента основания. В помещениях бывшего монастыря создавалась посуда для придворного стола, подсвечники, шкатулки, табакерки и фигурки с росписью. Все операции производили традиционно, вручную. Характер росписи изделий был близок продукции Берлинской фарфоровой мануфактуры. Многое из созданного около 1780 года в области фарфоровой пластики приписывается работе скульптора-модельера Франца Котта. На фабрике также работал скульптор В. Ной, живописцы А. Рипп, К. Шуман.
- Кувшин и полоскательница с росписью окисью марганца в стиле шинуазри. 1780-е гг.
- Ганимед
- Омфала. 1780-1800
- Арлекин. Ок. 1770 г.
- Турецкие торговцы. Из серии «Азия». Ок. 1776 г.
- Эфенди (правитель, начальник). Из серии «Азия». Ок. 1770 г.